# Vladimír Jarý
Vladimír Jarý (Litvínov, 2 de janeiro de 1947) é um ex-handebolista checoslovacoo, medalhista olímpico.

## Títulos
- Jogos Olímpicos:
  - Prata: 1972